# Gonzalo Moure
Gonzalo Moure Trénor (Valencia, 1951) es un escritor español dedicado a la literatura juvenil, campo en el que ha ganado importantes premios.
Aunque nació en Valencia, reside desde 1987 en Figueras (Castropol), localidad donde procede su familia. Antes de dedicarse por completo a la escritura, Moure trabajó también como periodista, guionista y publicista.

## Obras
Su obra es conocida por la atención que presta a la defensa de la naturaleza, la relación del ser humano con ella, el conflicto del Sahara Occidental, los problemas de tipo social y también a la relación entre padres y adolescentes.
Sus obras se caracterizan por la atención a los problemas sociales (Maíto Panduro, la historia de un niño gitano que al ser analfabeto se comunica con su padre, encarcelado, mediante imágenes); el reflejo de los problemas del pueblo saharaui adscrito a la RASD (El beso del Sáhara, Los gigantes de la luna y Palabras de caramelo); y un exquisito manejo de la sensibilidad, tanto de los narradores como de los protagonistas (El síndrome de Mozart), con frecuencia en el marco de un conflicto suave entre padres e hijos adolescentes. Esta última obra muestra también una mayor apertura experimental, al combinar dos voces narrativas independientes, con lo que se logra a la par un efecto musical y la relativización de la cuestión primordial del libro: «¿quién es aquí el diferente?» 
Gonzalo Moure también escribió un libro de gran éxito, llamado En un Bosque de Hoja Caduca, libro que trata de la relación entre una niña, en el bosque de la Senda, con un ruiseñor, experimentando en esta etapa un cambio de niña a mujer. Este libro es muy singular, por tener la cualidad de haber sido escrito sin apenas adjetivos. Otro de sus libros es Los caballos de mi tío, un libro en el que su protagonista, Darío, cuenta sus experiencias de un verano inolvidable.
En Castropol (Asturias), visita bibliotecas, institutos y colegios para dar charlas sobre sus libros.
Cabe constatar también la gran labor de cooperación que realiza, dando a conocer a los jóvenes españoles de la situación del Sáhara Occidental, así como a través del Bubisher, un proyecto que cuenta ya con cuatro bibliotecas públicas y cinco bibliobuses en los campamentos de refugiados saharauis de Tinduf.

## Libros
{{Refcomienza|2}
- "Cama y cuento"
- "Palabras de Caramelo"
- "El mejor amigo del perro"
- "El movimiento continuo"
- "El remoto decimal"
- "La noche de El Risón"
- "Soy un caballo"
- "Tuva"
- "A la mie*** la bicicleta"
- "El beso del Sáhara"
- "El síndrome Mozart"
- "En un bosque de hoja caduca"
- "Yo, que maté de melancolía al pirata Francis Drake"
- "Geranium 2204"
- "La zancada del Deyar"
- "Un loto en la nieve"
- "Los caballos de mi tío"
- "Los gigantes de la luna"
- "Maíto Panduro"
- "El vencejo que quiso tocar el suelo"
- "El bostezo del puma"
- "El oso que leía niños"
- "Nacho Chichones"
- "El alimento de los dioses"
- "Lili, libertad"
- "Los gigantes de la luna"
- "Una luz contra la guerra"
- "El hombre que entraba por la ventana" (Ilustraciones de Gabriel Pacheco), Ediciones SM (2010)
- "Cama y Cuento" Anaya, Sopa de libros (2010)
- "Esta, la vida" (Edelvives) con Mónica Rodríguez (2011)
- "El arenque rojo" (Ilustraciones de Alicia Varela) SM (2012)
- "El niño de luz de plata" (Escrito con los niños del Taller de Lectura de Farsía, Bubisher 2018)
- Reedición de "La zancada del deyar" (Viaje a la Tierra de los hombres del libro en el Sáhara Occidental), Editorial Octaedro, (2012)
- "Mi Lazarilla, mi Capitán", ilustraciones de María Girón (Kalandraka, 2021)
- "Por qué llora la maestra (Carta larga a ti, que quieres escribir)", con prólogo de Carlo Frabetti y epílogo de Mónica Rodríguez (Kalandraka, 2022)
- "Aurora o nunca" (libro colectivo, Edelvives, 2019)
- "Aurora y en la hora" (libro colectivo, Edelvives, 2020)
- "Escritos en la guerra", libro colectivo.

Musiki

## Premios
- 2003, Premio Gran Angular con su novela "El Síndrome de Mozart".
- Premio El Barco de Vapor con "Lili
- Premio Jaén en dos ocasiones, con "A la mierda la bicicleta" y "El bostezo del puma".
- Premio Ala Delta con "Maíto Panduro" (finalista también del Nacional de Literatura).
- Premio Primavera con "En un bosque de hoja caduca".
- Premio de la Crítica de Asturias con "Yo, que maté de melancolía al pirata Francis Drake" y "En un bosque de hoja caduca".
- Lista de Honor del IBBY con "Geranium", "Maíto Panduro", "El alimento de los dioses" y "Mi Lazarilla, mi Capitán".
- Varios "White Raven" de la feria de Bolonia.
- 2017, Premio Cervantes Chico.